# Strączyn
Strączyn (Cladrastis Raf.) – rodzaj roślin z rodziny bobowatych (Fabaceae). Obejmuje cztery gatunki. Jeden z nich – strączyn żółty C. kentukea – występuje we wschodniej części Ameryki Północnej, pozostałe w Chinach i Japonii. Są to drzewa rosnące w zimozielonych lasach górskich strefy umiarkowanej oraz w lasach mieszanych i liściastych zrzucających liście zimą.
Drzewa te wyróżniają się żółtą barwą drewna. Znaczenie użytkowe ma zwłaszcza strączyn żółty C. kentukea uprawiany jako ozdobny i dostarczający cenionego drewna. Jest ono wykorzystywane m.in. do wyrobu kolb karabinów. Z drewna twardzielowego uzyskuje się żółty barwnik. W Polsce rzadko uprawiany jako drzewo ozdobne jest strączyn żółty, inne są uznawane za zbyt wrażliwe na mrozy.

## Morfologia
PokrójDrzewa do 25 m wysokości o pędach bezbronnych.
LiścieSezonowe, skrętoległe, bez przylistków. Blaszka nieparzysto pierzasto złożona. Listków jest 7–13 i osadzone są one skrętolegle na osi liścia, która u nasady jest zgrubiała. Blaszki listków są cienkie, całobrzegie.
KwiatyZebrane w wiechy wzniesione lub zwisające, wyrastające na końcach pędów, z odpadającymi podsadkami i przysadkami. Kwiaty motylkowe, ale z wszystkimi płatkami wolnymi, białymi, rzadko różowawe, rzadko z żółtymi plamkami. Kielich dzwonkowaty, z 5 równymi ząbkami. Pręcików 10, wolnych, lub z nitkami zrastającymi się u nasady. Słupek pojedynczy, z jednego owocolistka, z górną, równowąskolancetowatą zalążnią, z cienką i wygiętą szyjką słupka zwieńczoną drobnym znamieniem.
OwoceStrąki spłaszczone, czasem przewężone między nasionami i oskrzydlone.

## Systematyka
Pozycja systematyczna
Jeden z rodzajów plemienia Sophoreae z podrodziny bobowatych właściwych (Faboideae) z rodziny bobowatych (Fabaceae). Zaliczane tu w niektórych ujęciach inne gatunki (C. platycarpa, C. chingii i C. scandens) klasyfikowane są razem jako Platyosprion platycarpum (Maxim.) Maxim. Jako najbliżej spokrewnione rodzaje wskazywane są perełkowiec Styphnolobium i Pickeringia.
Wykaz gatunków
- Cladrastis delavayi (Franch.) Prain – strączyn chiński
- Cladrastis kentukea (Dum.Cours.) Rudd – strączyn żółty
- Cladrastis shikokiana (Makino) Makino
- Cladrastis wilsonii Takeda – strączyn Wilsona